# Progress MS-21
Progress MS-21 (rusky: Прогресс МC-21, identifikace NASA: Progress 82P) byla ruská nákladní kosmická loď řady Progress postavená společnosti RKK Energija a provozovaná agenturou Roskosmos za účelem zásobování Mezinárodní vesmírné stanice (ISS). Start se uskutečnil 26. října 2022, let skončil po 116 dnech zánikem lodi v horních vrstvách atmosféry 19. února 2023.

## Loď Progress MS

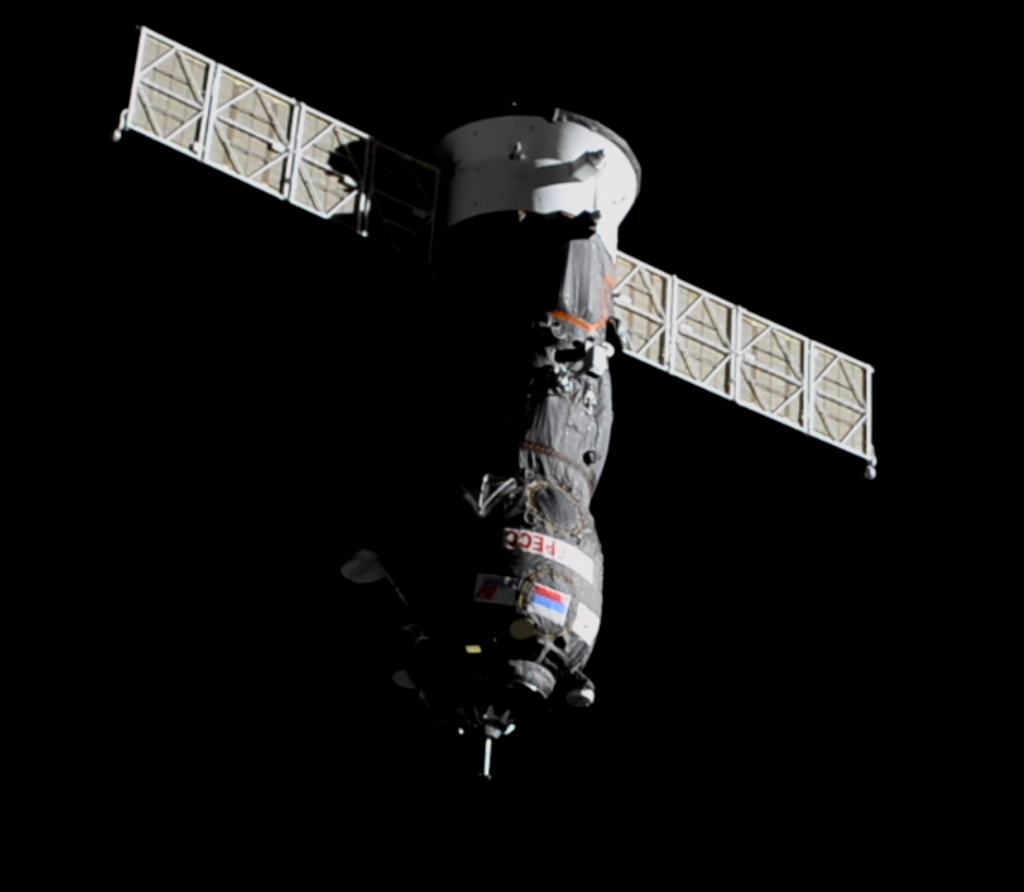
Progress MS-16 při příletu k ISS.

Progress MS je celkem pátá varianta automatické nákladní kosmické lodi Progress používané od roku 1978 k zásobování sovětských a ruských vesmírných stanic Saljut a Mir a od roku 2000 také Mezinárodní vesmírné stanice (ISS). První let této varianty s označením Progress MS-01 odstartoval 21. prosince 2015. Celková délka lodi dosahuje 7,2 metru, maximální průměr 2,72 metru, rozpěti dvou solárních panelů 10,6 metru. Startovní hmotnost je až 7 300 kg, z toho užitečné zatížení může dosáhnout až 2 600 kg.
Varianta MS zachovává základní koncepci vytvořenou už pro první Progressy. Skládá se ze tří sekcí – nákladní (pro suchý náklad a vodu), pro tankovací komponenty (na kapalná paliva a plyny) a přístrojové. Varianta je oproti předchozí verzi M-M doplněna o záložní systém elektromotorů pro dokovací a těsnicí mechanismus, vylepšenou ochranu proti mikrometeoroidům a zásadně modernizované spojovací, telemetrické a navigační systémy včetně využití satelitního navigačního systému Glonnas a nového – digitálního – přibližovacího systému Kurs NA. Od lodi MS-03 pak Progressy obsahují také nový vnější oddíl, který umožňuje umístění čtyř vypouštěcích kontejnerů pro celkem až 24 CubeSatů.

## Průběh mise
Progress MS-21 odstartoval z kosmodromu Bajkonur na špičce rakety Sojuz 2.1a přesně podle plánu 26. října 2022 v 00:20:09 UTC. Jde o celkově 174. let lodi řady Progress, výrobní číslo lodi je 451. K hornímu portu modulu Poisk (Poisk zenith) se připojila o dva dny později, 28. října 2022 v 02:48:54 UTC; její let měl podle zveřejněných plánů trvat 247 dní, do 30. června 2023.
V důsledku změn v programu kvůli poškození kosmické lodi Sojuz MS-22 (ztráta chladiva v tepelném systému v důsledku zásahu kosmickým smetím v prosinci 2022) však byl letový plán Progressu MS-21 zkrácen a nově se počítalo s jeho odletem od stanice 18. února 2023. Ale o týden dříve, 11. února, se na Progressu MS-21 odehrála další mimořádná událost. Roskosmos nejprve oznámil, že specialisté Centra řízení mise zaznamenali prostřednictvím telemetrických dat snížení tlaku v lodi. Později téhož dne však výkonný ředitel Roskosmosu pro pilotované vesmírné programy Sergej Krikaljov oznámil, došlo k úniku chladicí kapaliny z tepelného řídicího systému, tedy k podobné události, jaká se v prosinci 2022 projevila na lodi Sojuz MS-22. Dodal také, že odborníci Roskosmosu přemýšlejí, jak podrobně prozkoumat netěsnost na radiátoru Progressu MS-21, aby zjistili příčinu jejího vzniku, a že se specialisté musí ujistit, že se nejedná o systematickou chybu, která by mohla ovlivnit následující lodě. Událost také podle něj zatím nevedla k další změně letového programu ISS.
O dva dny později generální ředitel Roskosmosu Jurij Borisov prohlásil, že ačkoli je výsledek obou abnormálních situací v u Sojuzu MS-22 a Progressu MS-21 stejný, příčiny mohou být různé, a tak je příslušná komise nucena zvážit všechny možné verze události. Proto také Roskosmos přijímá opatření, která umožní vyfotografovat místo možného porušení vnějšího pláště lodi, a opět prověřuje celý technologický proces tvorby kosmické lodi a zejména systém tepelného řízení. Borisov také zdůraznil, že nic neohrožuje bezpečnost posádky. Dodal také, že dokud se Roskosmos nedostaneme na místo možné poruchy, bude start kosmické lodi Sojuz MS-23 v bezpilotním režimu odložen, a to případně až od první dekády března. NASA pak 14. února přiblížila robotický manipulátor k poškozené lodi a pomocí jeho kamer pořídila videa a fotografie možného místa úniku chladicí kapaliny, které předala k dalšímu posouzení ruské straně. Po vyhodnocení snímků Roskosmos 17. února 2023 oznámil, že se Progress MS-21 od stanice odpojí 18. února v 02:26 UTC, pouze o jeden oblet později oproti původnímu plánu, a kosmonauti před odletem lodi od stanice pomocí dálkového ovládání loď pootočí a pořídí další snímky možného místa jejího poškození. Zhruba o dvě hodiny později pak loď měla zaniknout v horních vrstvách atmosféry.
Nákladní loď se od stanice skutečně odpojila v 18. února 02:26:24 UTC. V blízkosti stanice se podél podélné osy pomalu otočila o 180 stupňů, přičemž posádka stanice pořídila další videozáznamy a fotografie. Roskosmos pak oznámil, že prohlídka neodhalila žádné vizuální poškození, že byl odložen odlet od stanice a brzdicí zážeh před vstupem do atmosféry, a že státní komise rozhodne, zde Progress nebude místo odletu k zániku připojen k volnému portu na modulu Pričal za účelem dalšího pokusu o objasnění příčiny odtlakování systému tepelného řízení lodi. Loď tak několik hodin letěla ve formaci se stanicí, ale nakonec ruská kosmická agentura po dalším vyhodnocení získaných fotografií a videí oznámila, že k brzdicímu manévru Progressu dojde o den později. Zahájen pak byl podle očekávání 19. února 2023 v 03:15 UTC, loď vstoupila do horních vrstev atmosféry a zanikla asi o půl hodiny později. Neshořelé zbytky konstrukce dopadly v obvyklé lokalitě (oblasti bez lodní dopravy) jižního Tichého oceánu v 03:57 UTC.
Roskosmos následně 21. února 2023 zveřejnil snímky otvoru o průměru 12 milimetrů na radiátoru servisního modulu lodi Progress MS-21, které podle předběžných závěrů odborné komise zaznamenány během výroby lodi, přípravy na start, letu ani připojení k ISS. Odborníci podle oznámení pokračují v analýze obdržených informací a plánují sérii pozemních experimentů pro simulaci poškození podobného tomu, které bylo zjištěno na Progress MS-21.

## Náklad
Kosmická loď Progress MS-21 dopravila na ISS kolem 2 520 kg nákladu. Ten se skládal z:
- 702 kg paliva pro stanici;
- 420 kg pitné vody;
- 41 kg dusíku
- 1 357 kg ostatního nákladu. Ten tvoří[24] 427 kg náhradních a modernizačních dílů pro systémy ruského segmentu ISS, 12 kg nářadí pro opravy, 45 kg lékařského vybavení, 64 kg individuálních pomůcek, 238 kg hygienických potřeb, 336 kg jídla, 38 kg nákladu pro posádku (pošta, osobní předměty apod.) a 196 kg dalších blíže nespecifikovaných položek a vědeckého vybavení.

Vědecké experimenty dopravené na stanici se týkaly např. výzkumu strukturálního a funkčního stavu různých částí gastrointestinálního traktu kosmonautů za účelem identifikace změn v trávicím systému, ke kterým dochází během kosmického letu (experiment Splanch), studia pevnosti kostí a narušení minerálního metabolismu kostní tkáně v podmínkách dlouhodobého pobytu v mikrogravitaci (experiment Korekcija) nebo studia vrstevnatých atmosférických struktur (emisní atmosférické vrstvy a noční svítící oblaka) ve výškách horní mezosféry až spodní termosféry (experiment Terminator). Na palubě Progressu byl také spotřební materiál pro experiment s 3D tiskem.